# Ravnice (Veliko Trgovišće)
 Ravnice  falu Horvátországban Krapina-Zagorje megyében. Közigazgatásilag Veliko Trgovišćéhez tartozik.

## Fekvése
Zágrábtól 28 km-re, községközpontjától  5 km-re északnyugatra Horvát Zagorje területén és a megye délnyugati részén fekszik.

## Története
A településnek 1857-ben 316, 1910-ben 494 lakosa volt. Trianonig Varasd vármegye Klanjeci járásához tartozott.  2001-ben 333 lakosa volt.